# ヴェルザンディ

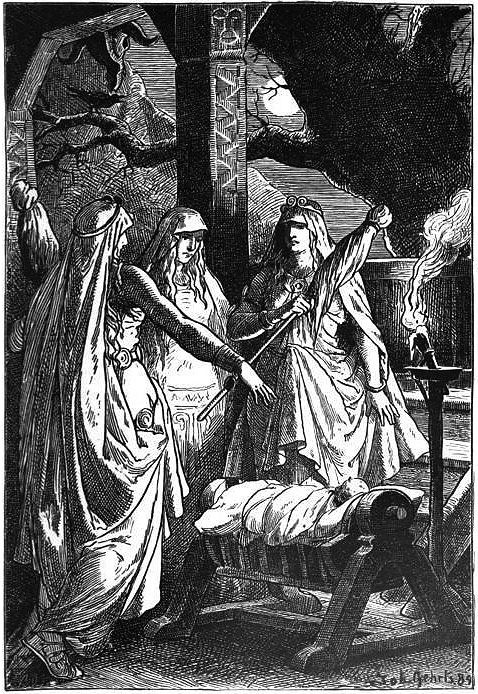
ヨハネス・ゲールツによって描かれた3人のノルンたち。（1889年）

ヴェルザンディ（Verðandi, Verthandi）は、北欧神話に登場する運命の女神、ノルンたち（ノルニル）の1人。英語ではヴェルダンディ（Verdandi）という。その名前は「生成する者」、「現在」を意味する。

## 概説
『古エッダ』の『巫女の予言』によれば、三姉妹はユグドラシルの根元の海から現れたという。ヴェルザンディはウルズと共に、木片にルーン文字を刻み、運命を決定する。一般的に現在を司る女神と解釈される。
古い時代の詩においてヴェルザンディが登場するのは『巫女の予言』だけである。